# Piazza del Campidoglio

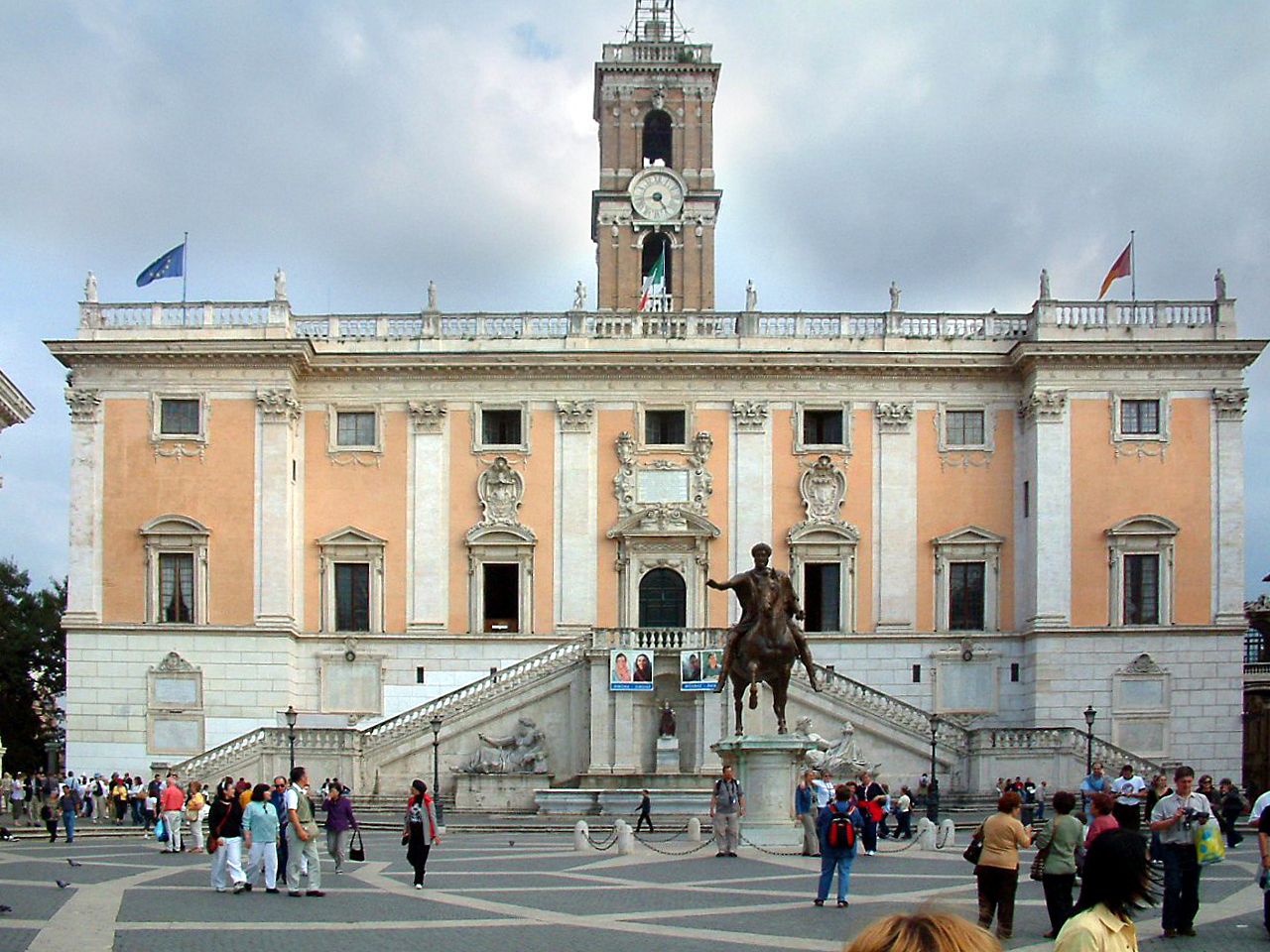
Piazza del Campidoglio med Palazzo del Senatorio.

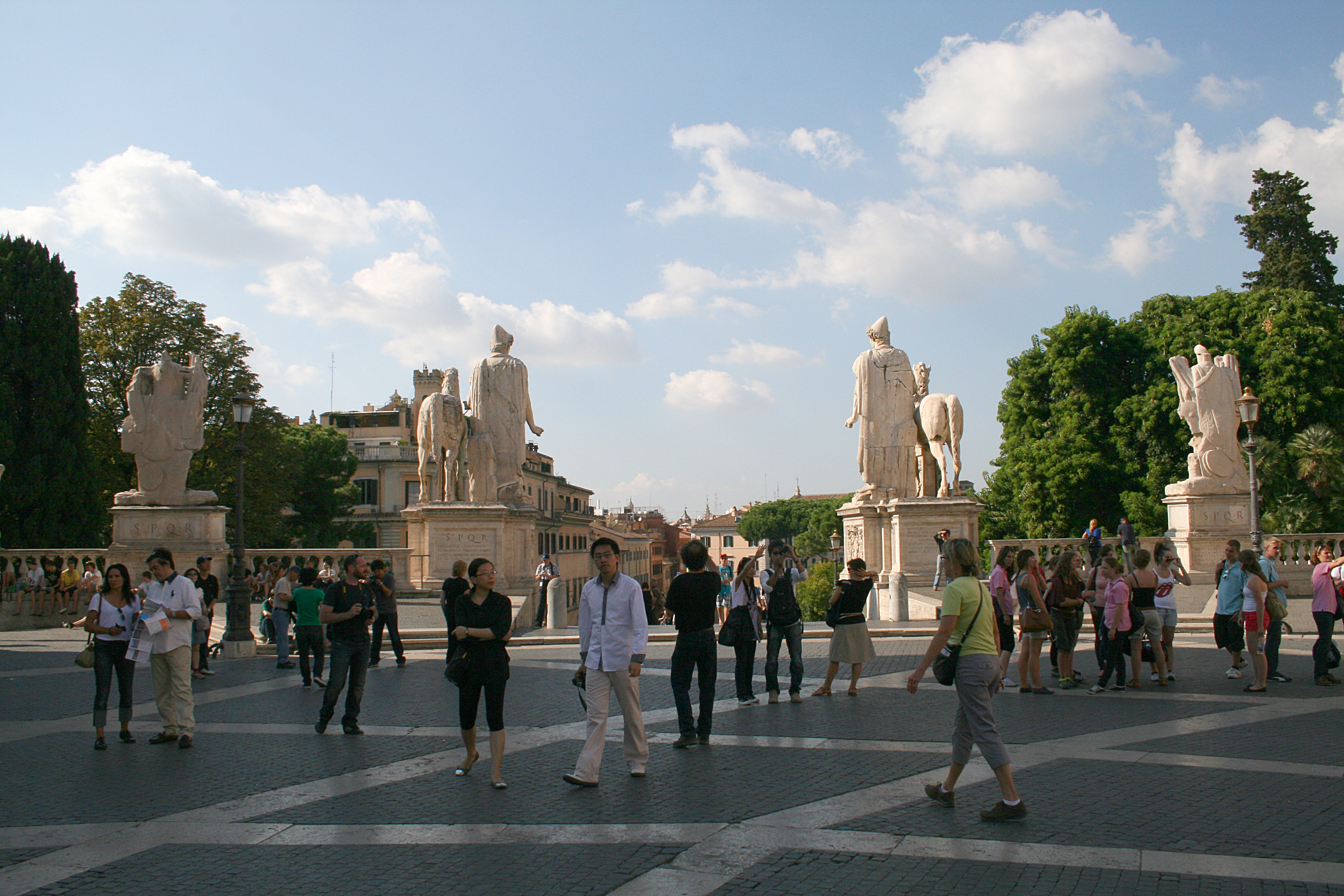
Piazza del Campidoglio.

Piazza del Campidoglio ("Kapitolieplatsen") är en torg (piazza) på Capitolium i Rom. Den projekterades av Michelangelo.

## Bilder
| - Piazza del Campidoglio på en gravyr från år 1555. |